# Pokémon Picross
Pokémon Picross (ポケモンピクロス Pokemon Pikurosu?) es un videojuego de puzzles freemium, protagonizado por los personajes de Pokémon, es desarrollado por Jupiter y publicado por The Pokémon Company para el Nintendo 3DS. El título es parte de la serie de nonogramas "Picross" que usa un rompecabezas con casilas numeradas, con el objetivo de revelar cuadros. Fue lanzado como título descargable en la Nintendo 3DS eShop mundialmente en diciembre de 2015.

## Desarrollo
Pokémon Picross fue anunciado el 12 de noviembre de 2015 en el Nintendo Direct, junto con una fecha de lanzamiento mundial para el mes siguiente El desarrollador del título, Jupiter, originalmente había planeado lanzar un juego llamado Pokémon Picross en el Game Boy y Game Boy Color, 16 años atrás, con anuncios incluso apareciendo en revistas gaming japonesas en la primavera de 1999, el cual finalmente se canceló.

## Recepción
El juego recibió reseñas generalmente positivas, de parte de la crítica desde su lanzamiento.